# Brundidge
Brundidge er en by i den sydøstlige del af delstaten Alabama i USA. Byen har 2.073 (2020) indbyggere og ligger ca. 70 kilometer sydøst for Alabamas hovedstad Montgomery i det amerikanske county Pike County.

## Ekstern henvisning
- Wikimedia Commons har flere filer relateret til Brundidge
- Officiel hjemmeside